# Panopta II
|  | Denne artikel er oprettet af botten PalnaBot ud fra en ekstern database. Den kan derfor have sproglige fejl eller mangler. Denne skabelon kan fjernes efter kontrol af indholdet. |

Panopta II er en film fra 1918 instrueret af Kay van der Aa Kühle efter manuskript af Richard Lund.